# Cuenca del río Palena
La cuenca del río Palena es el espacio natural comprendido por la cuenca hidrográfica del río Palena que se extiende desde la divisoria continental de las aguas hasta el océano Pacífico. La divisoria se encuentra en territorio de la provincia argentina de Chubut y las aguas drenadas cruzan hacia Chile a través de los ríos Palena, Encuentro y Pico, y dan de esta manera a la hoya un carácter binacional.
En Chile la cuenca está consignada bajo el número 110 del inventario BNA de cuencas de Chile, que incluye también algunas pequeñas cuencas costeras del seno de Puyuhuapi, como la del río Rodríguez que pueden ser vistas como cuencas independientes o como que desembocan en el estuario del río Palena. 
En Argentina la cuenca del río Palena lleva el número 77.
A partir de la década de los años 1970 se ha ampliado el concepto de cuenca hasta entender, ya en los primeros años del siglo XXI, una cuenca hidrográfica en lo que respecta a su definición espacial y funcional, como la unidad geopolítica y socioeconómica más apropiada y racional para el desarrollo integrado de los recursos de tierras y aguas asociados a la vegetación y en conjunto con los usuarios de nivel local y regional.: 17 

Cuenca exorreica y binacional del río Palena. En verde claro la cuenca binacional del río Palena, pero también algunas cuencas menores en torno a la desembocadura del río Palena.

## Límites

Distribución de comunas chilenas y departamentos argentinos en y en torno a la cuenca del río Palena.

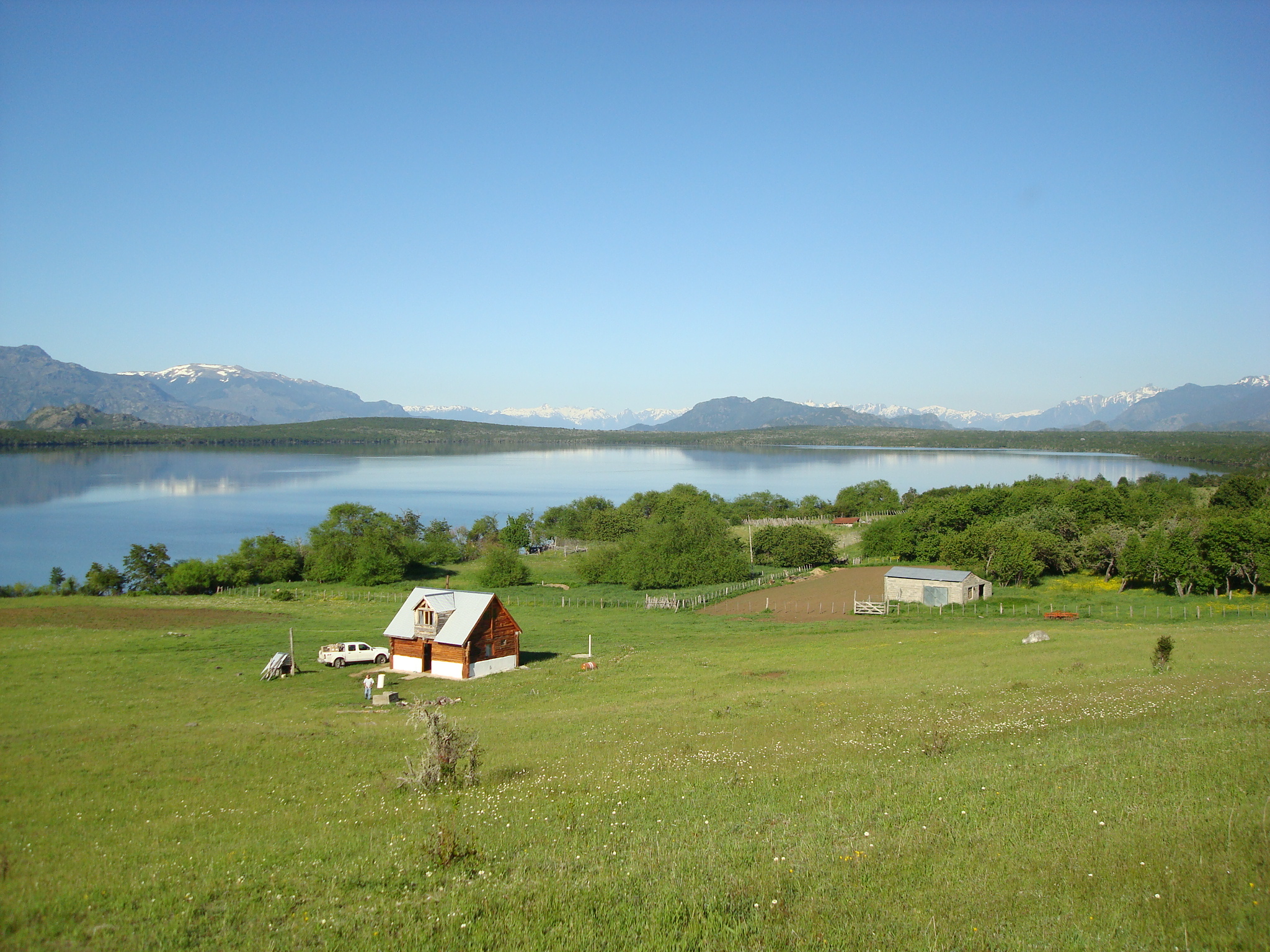
Lago Pico número 4.

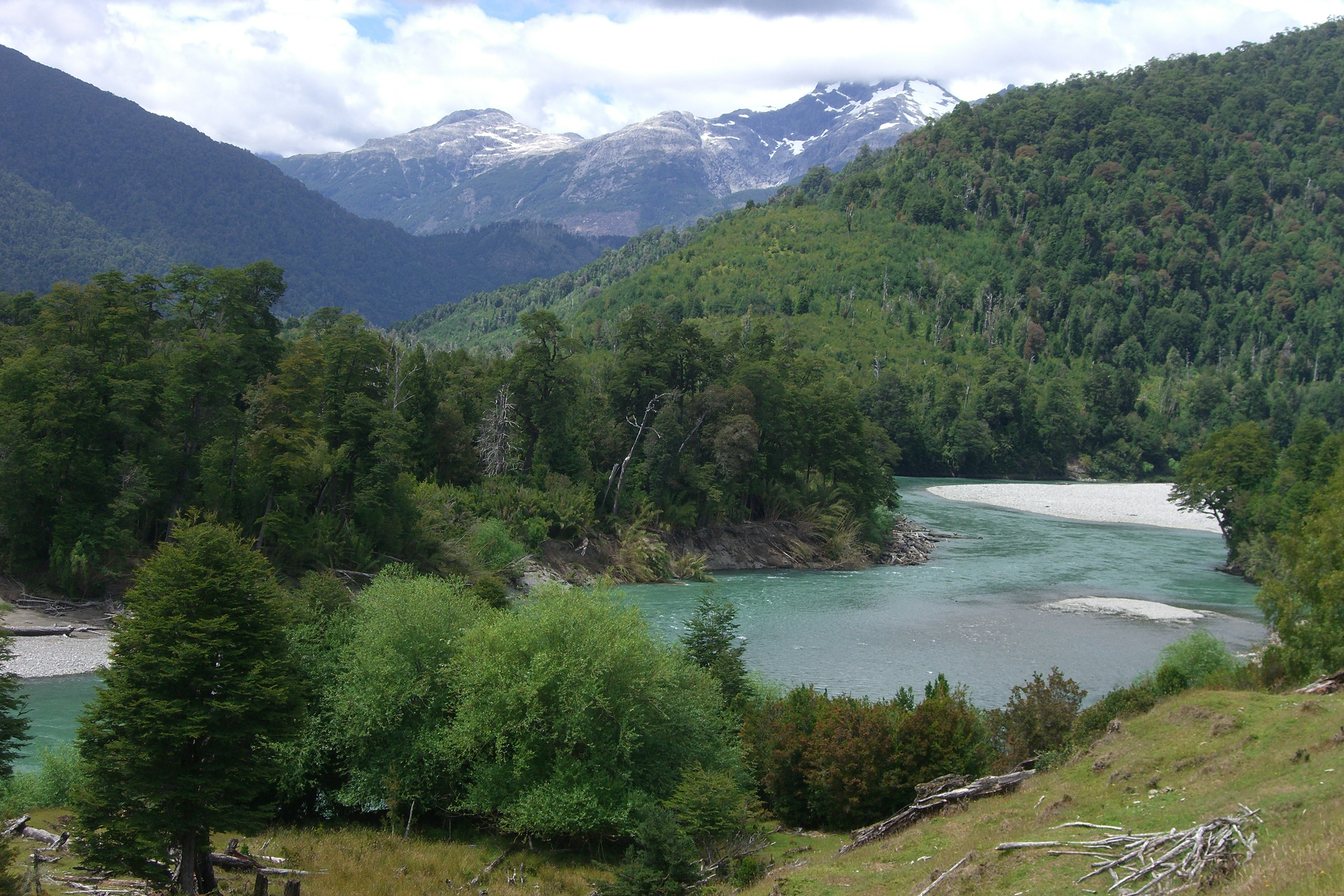
Confluencia de los ríos Palena y Frío.

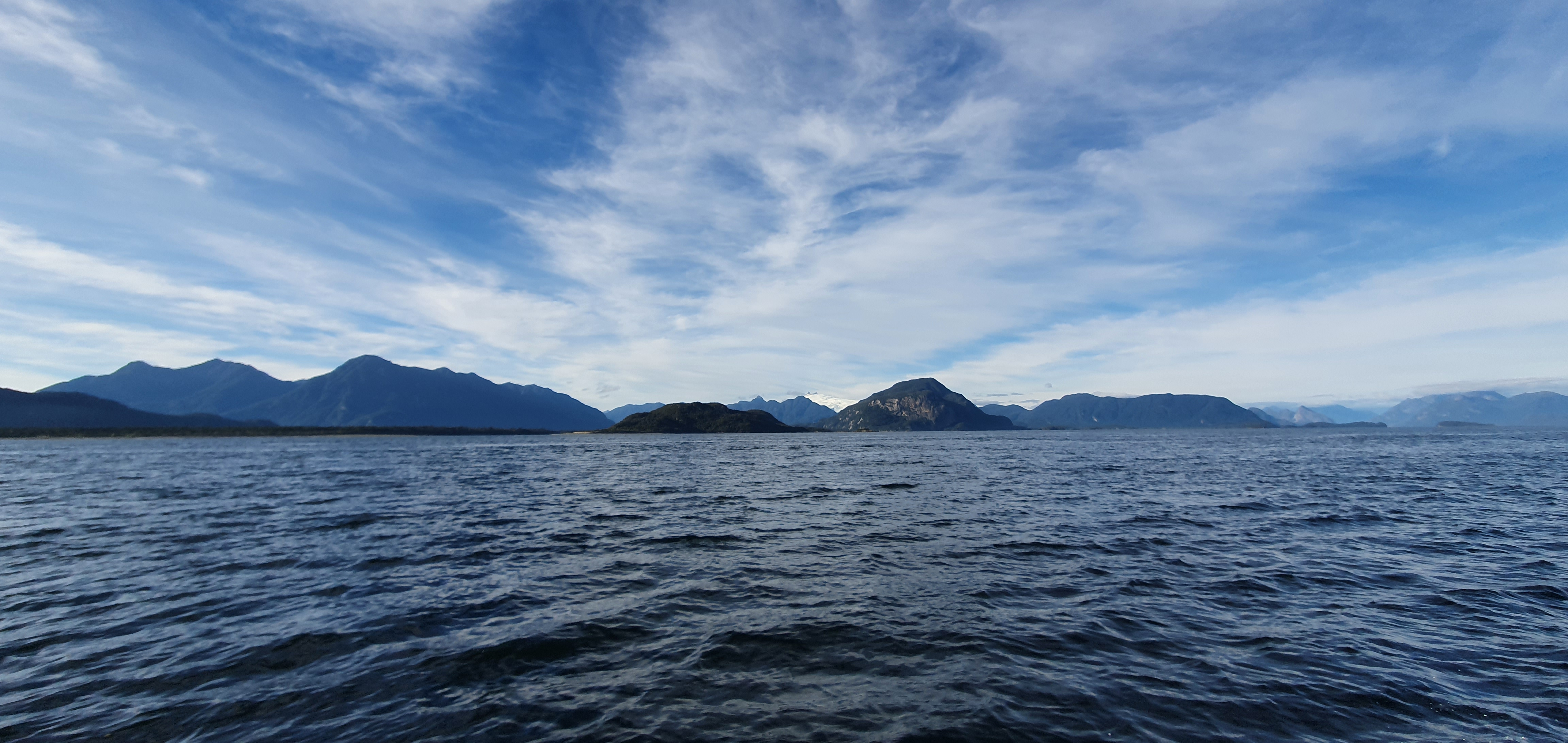
Puerto Raúl Marín Balmaceda.

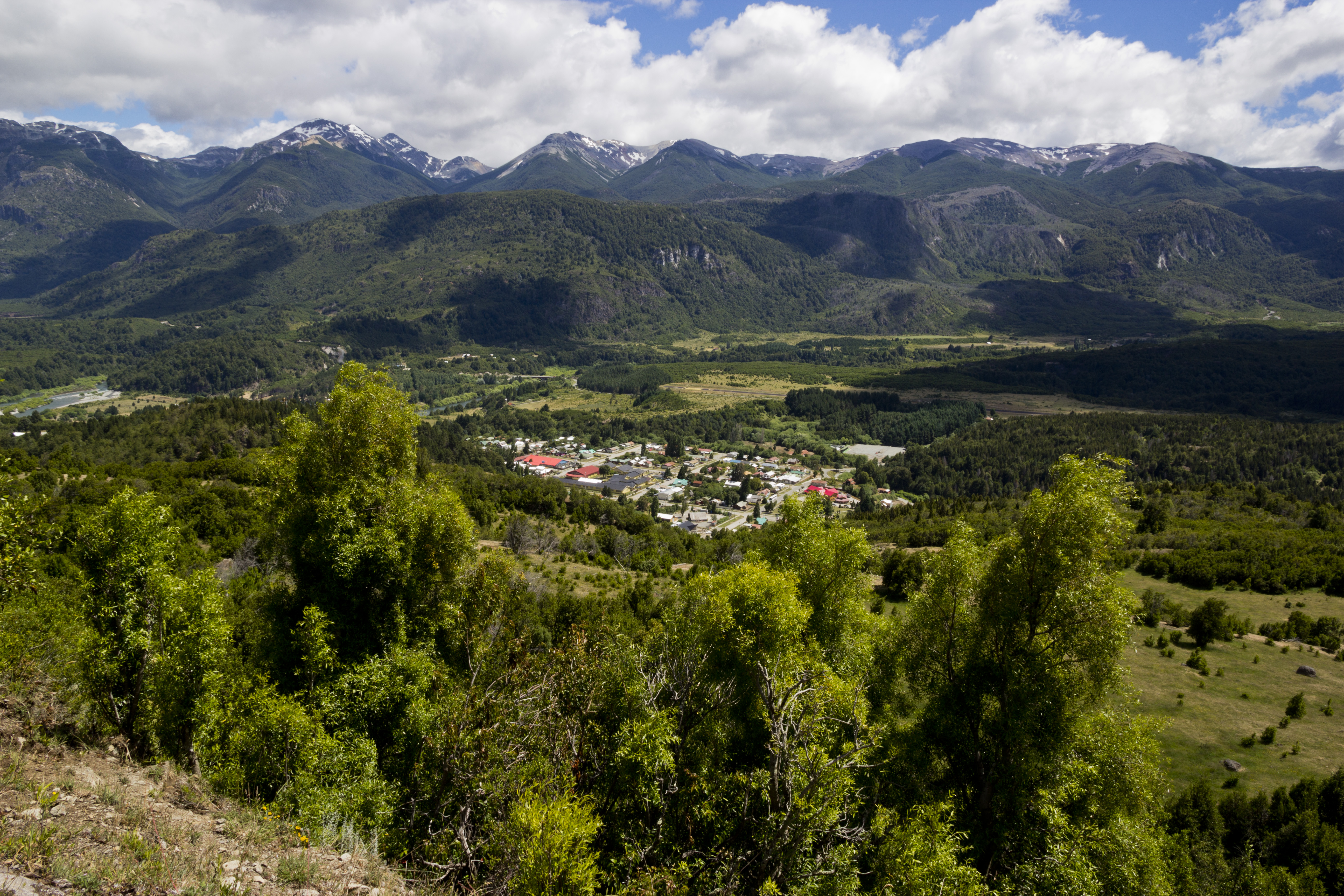
La ciudad de Palena.

Limita con las cuencas de los ríos Tecka y Senguer, afluentes del Chubut, por el oriente; con la cuenca del río Yelcho por el norte; las cuencas costeras del río Corcovado, río Canef, río Tictoc y río Rodríguez por el noroeste; las cuencas costeras de entre el río Palena y el río Cisnes por el suroeste y río Cisnes por el sur.: 4 
Sus extremos alcanzan las coordenadas geográficas 43°14′ S, 44°35′S, 71°07′W y 72°58′ O. El meridiano 71°W queda, como se ha dicho, en territorio argentino.
La cuenca del río Palena abarca un área total de 13.850 km² de los cuales un 55% están emplazados en Chile y un 45% en Argentina.

## Población y Regiones
La cuenca está ubicada dentro de los límites político-administrativos de, en su parte oriental, la Provincia de Chubut y en su parte occidental, las regiones de Los Lagos y Aysén del General Carlos Ibáñez del Campo.
El sistema de información y monitoreo de biodiversidad del Ministerio del Medio Ambiente de Chile señala la siguiente distribución de la superficie de la cuenca entre las comunas (el porcentaje es de la cuenca):
| Región                                    | Provincia | Comuna     | Hectáreas   | Porcentaje |
| ----------------------------------------- | --------- | ---------- | ----------- | ---------- |
| Aysén del General Carlos Ibáñez del Campo |           |            | 506.230,532 | 65,472%    |
|                                           | Coihaique |            | 177.195,94  | 22,917%    |
|                                           |           | Lago Verde | 177.195,94  | 22,917%    |
|                                           | Aisén     |            | 329.034,591 | 42,555%    |
|                                           |           | Cisnes     | 329.034,591 | 42,555%    |
| Los Lagos                                 |           |            | 258.090,098 | 33,38%     |
|                                           | Palena    |            | 258.090,098 | 33,38%     |
|                                           |           | Chaitén    | 74.988,87   | 9,699%     |
|                                           |           | Palena     | 183.101,228 | 23,681%    |

Los poblados chilenos de mayor importancia en la cuenca, según el número de habitantes, son Palena (Chile), Lago Verde (comuna), Puerto Raúl Marín Balmaceda y La Junta (Chile).

## Subdivisiones
La Dirección General de Aguas (Chile) ha dividido la cuenca 110 para mejor estudio y administración en las siguientes subcuencas y subsubcuencas:
| Sub- cuenca                                    | Subsub- cuenca | Aguas                                                                | Área drenaje km² | Observaciones                                                                 |
| ---------------------------------------------- | -------------- | -------------------------------------------------------------------- | ---------------- | ----------------------------------------------------------------------------- |
| 110 Río Palena y costeras límite Décima Región |                |                                                                      |                  |                                                                               |
| 1100                                           | 11000          | Costeras entre límite Décima Región y río Palena                     | 579              | Varias pequeñas cuencas que desembocan directamente al Pacífico.              |
| 1101                                           | 11010          | Lago Palena hasta frontera                                           | 347              | Hoya continúa hacia el este con la cuenca 77 de Argentina.                    |
| 1102                                           | 11020          | Río Palena entre frontera y bajo río Salto o Tigre                   | 782              | Hoya del río Encuentro, continúa hacia el este con la cuenca 77 de Argentina. |
| 1102                                           | 11021          | Río Palena entre río Salto y río Tranquilo                           | 201              |                                                                               |
| 1102                                           | 11022          | Río Palena entre arriba río Tranquilo y río Frío                     | 534              |                                                                               |
| 1102                                           | 11023          | Río Frío                                                             | 746              |                                                                               |
| 1102                                           | 11024          | Río Palena entre río Frío y río Rosselot                             | 412              |                                                                               |
| 1103                                           | 11030          | Río Turbio en desembocadura laguna Verde                             | 274              |                                                                               |
| 1103                                           | 11031          | Laguna Verde y Río Figueroa Hasta Río Pico                           | 677              |                                                                               |
| 1103                                           | 11032          | Río Pico entre frontera y río Figueroa                               | 251              | Hoya continúa hacia el este con la cuenca 77 de Argentina.                    |
| 1103                                           | 11033          | Río Figueroa entre río Pico y lago Rosselot                          | 500              |                                                                               |
| 1103                                           | 11034          | Lago Rosselot en desagüe                                             | 540              |                                                                               |
| 1103                                           | 11035          | Río Rosselot Entre Desagüe lago Rosselot y río Palena                | 610              |                                                                               |
| 1104                                           | 11040          | Río Palena entre río Rosselot y río Risopatron                       | 213              |                                                                               |
| 1104                                           | 11041          | Río Risopatron                                                       | 384              |                                                                               |
| 1104                                           | 11042          | Río Palena Entre río Risopatron y río Sin Nombre                     | 272              |                                                                               |
| 1104                                           | 11043          | Río Palena Entre río Sin Nombre y desembocadura                      | 411              |                                                                               |
| Totales:                                       |                |                                                                      |                  |                                                                               |
| 5                                              | 17             | Región: X - XI ((33 - 67)%) / Tipo: Exorreica / Desemb.: O. Pacífico | 7733             |                                                                               |

## Hidrología

### Red hidrográfica

Los cuerpos de agua considerados en esta categoría son:

### Caudales y régimen
Su régimen hidrológico es nivo pluvial a pluvionival con un caudal medio anual de 860 m³/s en su desembocadura.: 4 

### Glaciares
El Inventario público de glaciares de Chile 2022 contabiliza 1221 glaciares en la cuenca que cubren un área de 202 km² y contienen un volumen de agua estimado en 5,78 km³.

### Humedales
El Ministerio del Medio Ambiente de Chile no registra humedales reconocidos de tipo alguno en la parte chilena de la cuenca.

## Clima

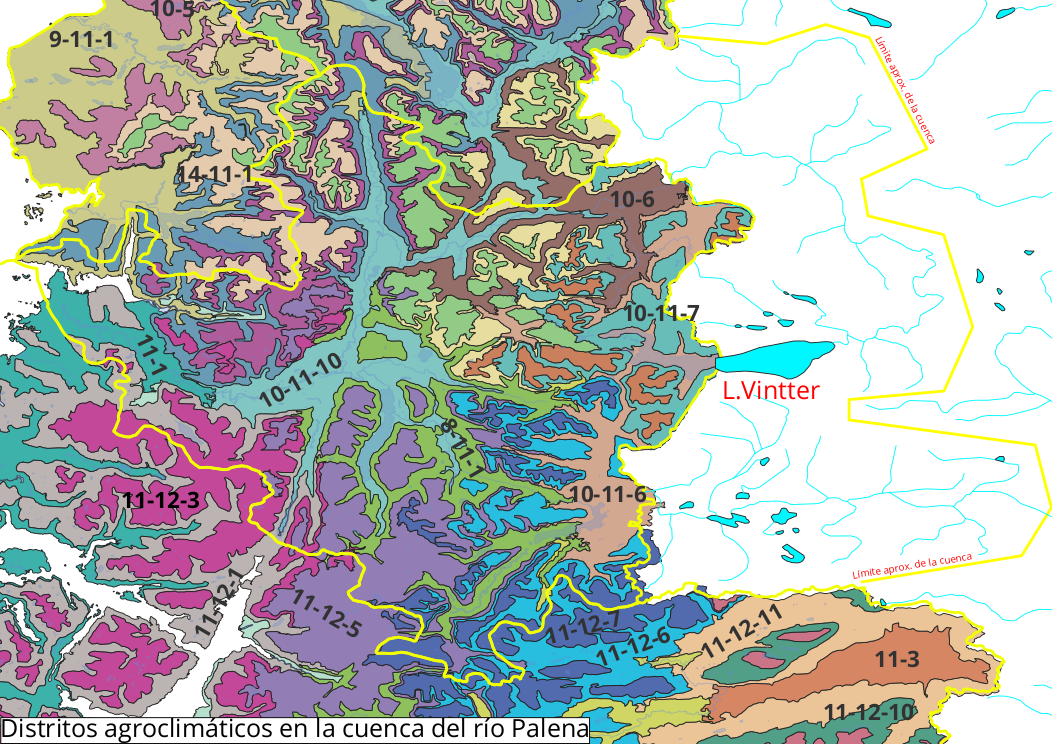
Distritos agroclimáticos en la cuenca (parte chilena).

El Atlas agroclimático de Chile distingue 10 distritos agroclimáticos en la cuenca:
- 8-11-1  Clima de Tundra (ET). La temperatura oscila entre un máximo de enero de 14,3 °C y un mínimo de julio de -3,2 °C. Tiene un promedio de 0 días consecutivos libres de heladas. En el año se registra un promedio de 291 heladas. El período de temperaturas favorables a la actividad vegetativa dura 0 meses. Registra anualmente 130 días grado y 1.800 horas de frío acumuladas hasta el 31 de julio. La precipitación media anual es de 3.114 mm y un período seco de 0 meses, con un déficit hídrico de 127 mm/año. El período húmedo dura 9 meses durante los cuales se produce un excedente hídrico de 2.251 mm.
- 9-11-1  Templado cálido mesotermal con régimen de humedad hídrico (Cfb1Hi). La temperatura oscila entre un máximo de enero de 19,6 °C y un mínimo de julio de 1,7 °C. Tiene un promedio de 137 días consecutivos libres de heladas. En el año se registra un promedio de 57 heladas. El periodo de temperaturas favorables a la actividad vegetativa dura 5 meses. Registra anualmente 517 días grado y 1.665 horas de frio acumuladas hasta el 31 de julio. La precipitación media anual es de 3.223 mm y un periodo seco de 0 meses, con un déficit hídrico de 0 mm/año. El período húmedo dura 12 meses durante los cuales se produce un excedente hídrico de 2.376 mm.
- 10-6  Templado frío con régimen de humedad Per Húmedo (CfcpH). La temperatura oscila entre un máximo de enero de 19,5 °C y un mínimo de julio de 0,2 °C. Tiene un promedio de 80 días consecutivos libres de heladas. En el año se registra un promedio de 100 heladas. El período de temperaturas favorables a la actividad vegetativa dura 5 meses. Registra anualmente 398 días grado y 1.799 horas de frio acumuladas hasta el 31 de julio. La precipitación media anual es de 2.074 mm y un período seco de 0 meses, con un déficit hídrico de 27 mm/año. El período húmedo dura 11 meses durante los cuales se produce un excedente hídrico de 1.193 mm.
- 10-11-6  Templado frío con régimen de humedad Húmedo con tendencia mediterránea (Cfcfs). La temperatura oscila entre un máximo de enero de 18,3 °C y un mínimo de julio de -0,6 °C. Tiene un promedio de 75 días consecutivos libres de heladas. En el año se registra un promedio de 117 heladas. El período de temperaturas favorables a la actividad vegetativa dura 3 meses. Registra anualmente 335 días grado y 1.846 horas de frio acumuladas hasta el 31 de julio. La precipitación media anual es de 1.426 mm y un período seco de 1 mes, con un déficit hídrico de 118 mm/año. El período húmedo dura 8 meses durante los cuales se produce un excedente hídrico de 572 mm.
- 10-11-7  Tundra (ET). La temperatura oscila entre un máximo de enero de 14,4 °C y un mínimo de julio de -2,4 °C. Tiene un promedio de 0 días consecutivos libres de heladas. En el año se registra un promedio de 216 heladas. El período de temperaturas favorables a la actividad vegetativa dura 0 meses. Registra anualmente 132 días grado y 1.800 horas de frio acumuladas hasta el 31 de julio. La precipitación media anual es de 1.757 mm y un período seco de 0 meses, con un déficit hídrico de 32 mm/año. El período húmedo dura 11 meses durante los cuales se produce un excedente hídrico de 926 mm.
- 11-1  Templado cálido mesotermal con régimen de humedad hídrico (Cfb1Hi). La temperatura oscila entre un máximo de enero de 16,6 °C y un mínimo de julio de 2,7 °C. Tiene un promedio de 181 días consecutivos libres de heladas. En el año se registra un promedio de 33 heladas. El periodo de temperaturas favorables a la actividad vegetativa dura 5 meses. Registra anualmente 379 días grado y 1.616 horas de frío acumuladas hasta el 31 de julio. La precipitación media anual es de 3.212 mm y un periodo seco de 0 meses, con un déficit hídrico de 0 mm/año. El período húmedo dura 12 meses durante los cuales se produce un excedente hídrico de 2.484 mm.
- 11-12-3  Tundra (ET). La temperatura oscila entre un máximo de enero de 13,5 °C y un mínimo de julio de 0,2 °C. Tiene un promedio de 0 días consecutivos libres de heladas. En el año se registra un promedio de 123 heladas. El periodo de temperaturas favorables a la actividad vegetativa dura 0 meses. Registra anualmente 112 días grado y 1.800 horas de frío acumuladas hasta el 31 de julio. La precipitación media anual es de 3.072 mm y un periodo seco de 0 meses, con un déficit hídrico de 0 mm/año. El período húmedo dura 12 meses durante los cuales se produce un excedente hídrico de 2.418 mm.
- 11-12-5  Tundra (ET). La temperatura oscila entre un máximo de enero de 15,1 °C y un mínimo de julio de -1,7 °C. Tiene un promedio de 0 días consecutivos libres de heladas. En el año se registra un promedio de 166 heladas. El periodo de temperaturas favorables a la actividad vegetativa dura 0 meses. Registra anualmente 168 días grado y 1.800 horas de frío acumuladas hasta el 31 de julio. La precipitación media anual es de 2.500 mm y un periodo seco de 0 meses, con un déficit hídrico de 0 mm/año. El período húmedo dura 12 meses durante los cuales se produce un excedente hídrico de 1.702 mm.
- 11-12-6  Tundra (ET). La temperatura oscila entre un máximo de enero de 13,6 °C y un mínimo de julio de -2,9 °C. Tiene un promedio de 0 días consecutivos libres de heladas. En el año se registra un promedio de 211 heladas. El periodo de temperaturas favorables a la actividad vegetativa dura 0 meses. Registra anualmente 104 días grado y 1.800 horas de frío acumuladas hasta el 31 de julio. La precipitación media anual es de 1.854 mm y un periodo seco de 0 meses, con un déficit hídrico de 7 mm/año. El período húmedo dura 11 meses durante los cuales se produce un excedente hídrico de 1.047 mm.
- 11-12-7  Tundra (ET). La temperatura oscila entre un máximo de enero de 9,9 °C y un mínimo de julio de -4,7 °C. Tiene un promedio de 0 días consecutivos libres de heladas. En el año se registra un promedio de 283 heladas. El periodo de temperaturas favorables a la actividad vegetativa dura 0 meses. Registra anualmente 25 días grado y 1.800 horas de frio acumuladas hasta el 31 de julio. La precipitación media anual es de 1.950 mm y un periodo seco de 0 meses, con un déficit hídrico de 0 mm/año. El período húmedo dura 12 meses durante los cuales se produce un excedente hídrico de 1.186 mm.

|  |  |

Los diagramas Walter Lieth muestran con un área azul los periodos en que las precipitaciones sobrepasan la cantidad de agua que el calor del sol evapora en el mismo lapso de tiempo, (un promedio de 10 °C mensuales evaporan 20 mm de agua caída) dejando un clima húmedo. Por el contrario, las zonas amarillas indican que durante ese tiempo el agua caída puede ser evaporada por el calor del sol. El área gris señala meses muy húmedos.

## Historia
La cuenca del río Palena fue explorada en 1893 y 1894 por el naturalista alemán Hans Steffen, quien por encargo del gobierno chileno la exploró hasta la parte que hoy es argentina.: 88  Una vez iniciada la colonización de Aysén se modificó la frontera para solucionar la disputa limítrofe del río Encuentro-Alto Palena. Para prever desacuerdos en torno al uso del agua, ambos países firmaron los acuerdos entre Argentina y Chile sobre recursos hídricos compartidos.

## Actividades económicas
En el informe de la Dirección General de Aguas (Chile) se afirma que:: 1 
el río y sus lagos forman un destino turístico debido a su naturaleza prístina, y a la pesca de salmónidos. Junto al curso principal del Río Palena, se han desarrollado asentamientos y existen localidades asociadas al desarrollo de emprendimientos económicos como son las estancias, y otros relacionados fuertemente con las actividades de acuicultura y la prestación de servicios.
Existe un proyecto de represa hidroeléctrica en el valle superior del Carrenleufú, que aprovecharía el gran desnivel existente entre el lago Vintter y el pueblo de Corcovado.

## Áreas bajo protección oficial y conservación de la biodiversidad
Cerca del 30% de la cuenca del lado chileno se encuentra bajo protección oficial del Sistema Nacional de Áreas Silvestres Protegidas del Estado (SNASPE) con:: 13 
- Parque nacional Corcovado,
- Parque nacional Melimoyu,
- Parque nacional Queulat y la
- Reserva nacional Lago Rosselot y
- Reserva nacional Lago Palena.

El Ministerio de Bienes Nacionales de Chile ha protegido los Inmuebles Fiscales destinado a la Conservación de la Biodiversidad Río Frío y Palena Costa.: 13 
La Bahía Tictoc y el sector Piti Palena no pertenecen a la cuenca, pero son aledaños a la desembocadura del río Palena y han sido declarados sitios prioritarios a nivel regional para la conservación de la biodiversidad.

### Rutas patrimoniales
Aparte de la protección del medio ambiente, el Ministerio de Bienes Nacionales ha creado el concepto las Rutas Patrimoniales, con el objetivo faciliar el acceso a los recursos físicos, culturales y 
paisajísticos del territorio fiscal para desarrollar y conservar dichos terrenos de alto valor natural o histórico cultural, mediante la creación de recorridos transitables a pie, en bicicleta, a caballo y/o vehículo, con el fin de valorizarlos, conservarlos y darlos a conocer, para lograr su desarrollo. En la cuenca del Palena se han definido:: 19 
- Ruta Patrimonial Andes Patagónicos: Río Palena
- Ruta Patrimonial Andes Patagónicos: Lago Palena
- Ruta Patrimonial Andes Patagónicos: Lago Verde – Lago Palena